# Sex Mob

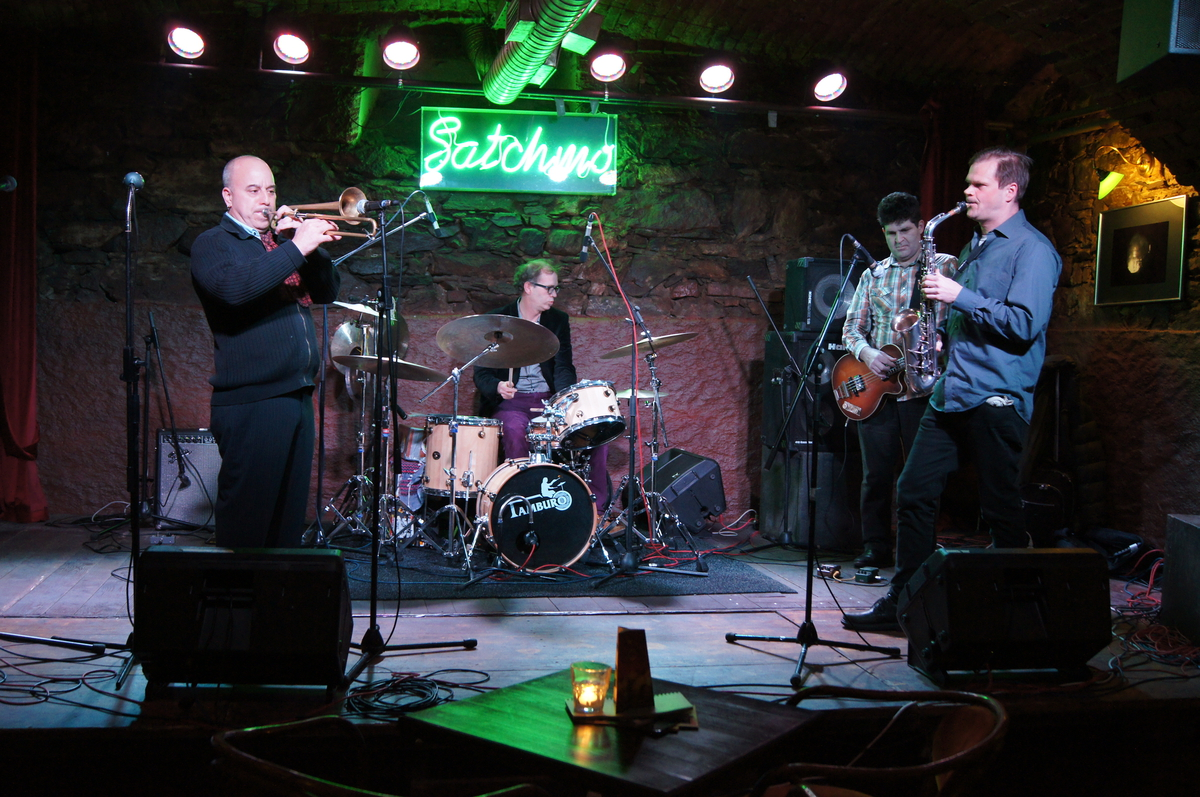
Sex Mob à Maribor en 2011.

Sex Mob est un groupe de jazz basé à New York, aux États-Unis, fondé par Steven Bernstein [Quand ?]. Le répertoire du groupe comprend de nombreuses reprises de morceaux connus, appartenant souvent à la pop, et retravaillés d'une manière souvent considérée comme « avant-gardiste ».

## Membres
- Steven Bernstein - trompette à coulisse
- Tony Scherr - basse
- Briggan Krauss - saxophone
- Kenny Wollesen - batterie

## Discographie
- Din of Inequity - 1998 - Knitting Factory Records. Avec John Medeski (claviers), Adam Levy et London McDaniels (guitares).
- Solid Sender - 2000 - Knitting Factory Records. Avec DJ Logic (platines)
- Theatre & Dance - 2000 - comprend des arrangements de morceaux de Duke Ellington réalisés initialement pour un spectacle de danse, ainsi que des compositions originales de Steven Bernstein, initialement réalisées pour une reprise de la pièce de Mae West, Sex.
- Sex Mob does Bond - 2001 - Ropeadope Records. Avec John Medeski (claviers)
- Dime Grind Palace - 2003 - Ropeadope Records. Avec Roswell Rudd (trombone), John Kruth (mandoline), Peter Apfelbaum (melodica, saxophone tenor, orgue), Mark Stewart (guitare), Marcus Rojas (trompette, tuba) et Scott Robinson (clarinette alto, saxophone).
- Sexotica - 2006 - Thirsty Ear.
- Sexmob meets Medeski live in Willisau 2006 - 2009 - Thristy Ear. Avec John Medeski.